# Pixel Tablet
Das Pixel-Tablet ist ein von Google entwickeltes Android-Tablet, das unter der Pixel-Produktlinie im Mai 2022 erstmals auf der Google I/O vorab gezeigt und schließlich am 10. Mai 2023 auf der darauffolgenden Google I/O final vorgestellt wurde. Es ist nach dem Pixel C und dem Pixel Slate das dritte Tablet von Google. Es erschien am 20. Juni 2023.

## Hardware
Das Pixel Tablet hat eine Displaygröße von 11 Zoll bei diagonaler Messung als Rechteck; der sichtbare Anzeigebereich fällt aber kleiner aus. Außerdem besitzt es abgerundete Ecken. Der integrierte 27-Wattstunden-Akku unterstützt bis zu 12 Stunden Videostreaming und wird über ein Ladedock mit Lautsprecher, das auch im Lieferumfang enthalten ist, oder über ein USB-C Ladegerät aufgeladen. Als Arbeitsspeicher dient ein 8 GB großer LPDDR5 RAM-Speicher, integriert ist zusätzlich ein UFS 3.1 Speicher mit 128 GB oder 256 GB. Der eingebaute Prozessor ist Googles eigener Tensor G2 und der Titan M2 Chip als Sicherheitschip.
Die Frontkamera besitzt eine Auflösung von 8 MP mit einer Pixelgröße von 1,12 μm und einer Blende von ƒ/2.0. Der Erfassungswinkel beträgt 84° und die Bildsensorgröße beträgt 1/4". Auch die Rückkamera besitzt, wie die Frontkamera, eine Auflösung von 8 MP mit einer Pixelgröße von 1,12 μm und einer Blende von ƒ/2.0. Der Erfassungswinkel beträgt auch wieder 84° und die Bildsensorgröße beträgt 1/4". Die Frontkamera unterstützt wie die Rückkamera eine 1080p-Videoaufnahme mit insgesamt 30 fps. In das Gerät kann man sich mit dem Fingerabdruck, der in die Ein-/Aus-Taste integriert ist, einloggen. Man kann aber auch ein Muster, Pin oder ein Passwort festlegen. Das Pixel Tablet hat insgesamt fünf Sensoren. Dazu zählt der Umgebungslichtsensor, der Beschleunigungssensor, der Gyroskopsensor, der Magnetometer und der Hallefekt-Sensor. Audio kann man mit den vier eingebauten Lautsprechern abspielen und mit den drei Mikrofonen für Anrufe, Aufzeichnungen und Google Assistant aufnehmen. Außerdem gibt es eine Rauschunterdrückung.
Ein Ladedock war anfangs im Lieferumfang enthalten. Es hat eine maximale Ladeleistung von 15 Watt mit einem Pogo-Pin-Magnetstecker und besitzt außerdem einen 43,5-mm-Breitbandlautsprecher. Seit Mai 2024 bietet Google das Tablet zu einem reduzierten Preis auch ohne Ladedock an.

## Software
Das Gerät soll fünf Jahre lang vom Hersteller mit Sicherheitsupdates versorgt werden.